# São João da Baliza
São João da Baliza là một đô thị thuộc bang Roraima, Brasil. Đô thị này có diện tích 4284 km², dân số năm 2007 là 5516 người, mật độ 1,28 người/km².